# Wolfram Angerbauer
Wolfram Angerbauer (* 7. Juni 1938 in Karlsruhe; † 10. September 2011 in Buchara, Usbekistan) war ein deutscher Archivar.

## Leben und Werk
Angerbauer zog mit seinen Eltern bald nach seiner Geburt nach Backnang, wo er aufwuchs und sein Abitur machte. Darauf studierte er an der Universität Tübingen Geschichte und promovierte 1969 über Das Kanzleramt an der Universität Tübingen und seine Inhaber 1590–1817. Im Studium wurde er 1958 Mitglied der christlichen Studentenverbindung Tübinger Wingolf und stand dem Dachverband Wingolfsbund 1959/60 als Bundessprecher vor. Nach der archivarischen Ausbildung an der Archivschule Marburg und einer Tätigkeit im Hauptstaatsarchiv Stuttgart wurde er 1972 Kreisarchivar des Landkreises Heilbronn und blieb es bis zu seiner Pensionierung im Jahr 2003.
Zahlreiche Gemeinde- und Ortsarchive im gesamten Landkreis Heilbronn wurden während der Amtszeit Angerbauers erschlossen, und über siebzig Findbücher wurden teils von ihm selbst, teils unter seiner Anleitung erstellt. Ebenso bemühte er sich, die für die regionale Geschichtsforschung bedeutsamen Adelsarchive wie jenes der Grafen von Neipperg in Schwaigern besser zugänglich zu machen. Angerbauer veröffentlichte zahlreiche Aufsätze in historischen Zeitschriften und Jahrbüchern und arbeitete an vielen Ortschroniken und Heimatbüchern mit.
Auch die Konzeption der Ausstellung im 1989 in der Synagoge Affaltrach eröffneten Museum zur Geschichte der Juden in Kreis und Stadt Heilbronn stammte von Angerbauer, der Ehrenmitglied im Freundeskreis ehemalige Synagoge Affaltrach war. Von 1978 bis 2004 war Angerbauer Zweiter Vorsitzender des Historischen Vereins Heilbronn, zu dessen Ehrenmitglied er 1998 ernannt wurde und für den er zahlreiche Exkursionen leitete.
Mit Beginn seines Ruhestandes zog Angerbauer 2003 nach Tübingen, engagierte sich aber weiterhin für die Geschichtsforschung im Raum Heilbronn. Er starb 2011 bei einer Auslandsreise in Buchara in Usbekistan.

## Schriften (Auswahl)
- mit Hans Georg Frank: Jüdische Gemeinden in Kreis und Stadt Heilbronn. Geschichte, Schicksale, Dokumente. Landkreis Heilbronn, Heilbronn 1986.
- (Hrsg.) Heimatbuch Leingarten. Leingarten 1983.
- (Bearb.) 700 Jahre Cleebronn. Geschichte einer Gemeinde [1279–1979]. Cleebronn 1979.
- Das Kanzleramt an der Universität Tübingen und seine Inhaber 1590–1817. Mohr, Tübingen 1972 (zugl. Dissertation, Universität Tübingen, 1969).